# Nahaczów
Nahaczów (ukr. Нагачів) – wieś na Ukrainie, na Płaskowyżu Tarnogrodzkim, w rejonie jaworowskim obwodu lwowskiego. Wieś liczy około 2980 mieszkańców.
W II Rzeczypospolitej do 1934 samodzielna gmina jednostkowa. Następnie należała do zbiorowej wiejskiej gminy Nahaczów w powiecie jaworowskim w woj. lwowskim. Po wojnie wieś weszła w struktury administracyjne Związku Radzieckiego.